# Werftinsel
Die „Werftinsel“ ist eine offiziell noch namenlose Flussinsel in der Unterweser bei Gröpelingen im Stadtgebiet von Bremen. Sie  war einst ein technischer Bestandteil der AG-Weser-Werft.
Die Insel erstreckt sich bei Unterweser-Kilometer 6 rechts des Fahrwassers über 478 Meter Länge und etwa 20 Meter Breite. Die Fläche beträgt damit unter einem Hektar. An ihrem südöstlichen Ende steht das rote Molenfeuer Überseehafen Nord, das zusammen mit dem Molenfeuer Überseehafen Süd die Zufahrt zu den Handelshäfen markiert.
Die Insel ist mit Pappeln bestanden und unbewohnt. Seit 2001 führt eine 70 Meter lange Fußgängerbrücke vom Vorplatz der Waterfront Bremen auf die Insel. Ein Weg verläuft über die gesamte Länge der Insel. Überall am Weg befinden sich Parkbänke, am Südende gibt es zusätzlich eine Sitzecke mit mehreren Bänken. Die Insel wird auch gern von Anglern genutzt.